# Iceland International 2012
Die Iceland International 2012 im Badminton fanden vom 9. bis zum 11. November 2012 in Reykjavík statt.

## Sieger und Platzierte
| Disziplin    | Gold                          | Silber                                   | Bronze                                  |
| ------------ | ----------------------------- | ---------------------------------------- | --------------------------------------- |
| Herreneinzel | Chou Tien-chen                | Ha Young-woong                           | Yim Jong-woo                            |
| Herreneinzel | Chou Tien-chen                | Ha Young-woong                           | Andrew Smith                            |
| Dameneinzel  | Chiang Mei-hui                | Romina Gabdullina                        | Akvilė Stapušaitytė                     |
| Dameneinzel  | Chiang Mei-hui                | Romina Gabdullina                        | Natalia Perminova                       |
| Herrendoppel | Joe Morgan Nic Strange        | Martin Campbell Patrick MacHugh          | Magnús Ingi Helgason Helgi Jóhannesson  |
| Herrendoppel | Joe Morgan Nic Strange        | Martin Campbell Patrick MacHugh          | Joshua Eipe Aske Høgsted Lauritsen      |
| Damendoppel  | Lee So-hee Shin Seung-chan    | Ko A-ra Yoo Hae-won                      | Sinead Chambers Emma Cook               |
| Damendoppel  | Lee So-hee Shin Seung-chan    | Ko A-ra Yoo Hae-won                      | Kim Hyo-min Lee Min-ji                  |
| Mixed        | Chou Tien-chen Chiang Mei-hui | Helgi Jóhannesson Elin Thora Eliasdottir | Atli Jóhannesson Snjólaug Jóhannsdóttir |
| Mixed        | Chou Tien-chen Chiang Mei-hui | Helgi Jóhannesson Elin Thora Eliasdottir | Egill Gudlaugsson Johanna Johannsdottir |

## Ergebnisse

### Herreneinzel Qualifikation
- Rasmus Holmboe Dahl –  Gert Hansen: 24-22 / 17-21 / 21-16
- Peter Correll –  Nils Klöpfel: 21-6 / 21-13
- Joshua Eipe –  Bjarki Stefansson: 21-13 / 21-10
- Sean Vendy –  Jonas Plambech Rasmussen: 21-12 / 21-9

### Herreneinzel
- Chou Tien-chen –  Robert Cooper: 21-13 / 21-11
- Rasmus Holmboe Dahl –  Ragnar Hardarson: 21-6 / 21-15
- Kim Bruun –  Daniel Thomsen: 21-17 / 21-11
- Lukáš Zevl –  Nathan Vervaeke: 21-17 / 21-17
- Rosario Maddaloni –  Egill Gudlaugsson: 21-5 / 21-4
- Yim Jong-woo –  Joshua Eipe: 21-14 / 21-12
- Park Sung-min –  Michael Spencer-Smith: 21-6 / 21-16
- Kári Gunnarsson –  Anatoliy Yartsev: 21-16 / 21-16
- Ha Young-woong –  Peter Correll: 21-15 / 21-9
- Marius Myhre –  Rudolf Dellenbach: 21-16 / 21-16
- Denis Grachev –  Aske Høgsted Lauritsen: 23-21 / 8-21 / 21-17
- Nikita Khakimov –  Stephan Wojcikiewicz: 21-19 / 18-21 / 21-17
- Daniel Messersi –  Robert Thor Henn: 21-19 / 21-18
- Maxime Moreels –  Jonas Baldursson: 21-16 / 21-17
- Sean Vendy –  Atli Jóhannesson: 18-21 / 21-15 / 21-14
- Andrew Smith –  Magnús Ingi Helgason: 21-12 / 21-9
- Chou Tien-chen –  Rasmus Holmboe Dahl: 21-14 / 21-16
- Kim Bruun –  Lukáš Zevl: 21-12 / 21-13
- Yim Jong-woo –  Rosario Maddaloni: 21-15 / 21-10
- Kári Gunnarsson –  Park Sung-min: 14-21 / 21-19 / 21-17
- Ha Young-woong –  Marius Myhre: 21-13 / 21-19
- Nikita Khakimov –  Denis Grachev: 17-21 / 21-19 / 21-15
- Maxime Moreels –  Daniel Messersi: 21-11 / 21-12
- Andrew Smith –  Sean Vendy: 21-9 / 21-8
- Chou Tien-chen –  Kim Bruun: 22-20 / 21-16
- Yim Jong-woo –  Kári Gunnarsson: 21-14 / 21-5
- Ha Young-woong –  Nikita Khakimov: 21-15 / 21-10
- Andrew Smith –  Maxime Moreels: 21-13 / 21-14
- Chou Tien-chen –  Yim Jong-woo: 21-15 / 21-15
- Ha Young-woong –  Andrew Smith: 21-16 / 15-21 / 21-13
- Chou Tien-chen –  Ha Young-woong: 21-19 / 23-21

### Dameneinzel
- Matilda Petersen –  Margrét Jóhannsdóttir: 21-15 / 21-13
- Emma Cook –  Thorbjorg Kristinsdottir: 21-14 / 21-9
- Sinead Chambers –  Sunna Osp Runolfsdottir: 21-7 / 21-3
- Iben Bergstein –  Karitas Ósk Ólafsdóttir: 22-20 / 21-12
- Louise Seiersen –  Elin Thora Eliasdottir: 21-14 / 21-14
- Natalia Perminova –  Sara Högnadóttir: 21-10 / 21-9
- Chiang Ying-li –  Sigríður Árnadóttir: 21-4 / 21-13
- Lee Se-yeon –  Rakel Jóhannesdóttir: 21-7 / 21-14
- Johanna Johannsdottir –  Aimee Moran: w.o.
- Akvilė Stapušaitytė –  Matilda Petersen: 14-21 / 21-5 / 21-18
- Kim Hyo-min –  Emma Cook: 21-16 / 21-8
- Romina Gabdullina –  Sinead Chambers: 21-17 / 21-7
- Iben Bergstein –  Snjólaug Jóhannsdóttir: 21-17 / 22-20
- Natalia Perminova –  Louise Seiersen: 21-18 / 21-10
- Zuzana Pavelková –  Johanna Johannsdottir: 21-4 / 21-9
- Chiang Ying-li –  María Arnadottir: 21-3 / 21-2
- Lee Se-yeon –  Grace Gabriel: 21-14 / 21-9
- Akvilė Stapušaitytė –  Kim Hyo-min: 24-22 / 21-15
- Romina Gabdullina –  Iben Bergstein: 21-15 / 21-15
- Natalia Perminova –  Zuzana Pavelková: 21-14 / 17-21 / 21-11
- Chiang Ying-li –  Lee Se-yeon: 21-17 / 21-9
- Romina Gabdullina –  Akvilė Stapušaitytė: 21-19 / 17-21 / 21-19
- Chiang Ying-li –  Natalia Perminova: 21-12 / 21-18
- Chiang Ying-li –  Romina Gabdullina: 21-17 / 21-17

### Herrendoppel
- Magnús Ingi Helgason /  Helgi Jóhannesson –  Egill Gudlaugsson /  Ragnar Hardarson: 21-12 / 21-13
- Peter Correll /  Jonas Plambech Rasmussen –  Ólafur Örn Gudmundsson /  Ivar Oddsson: 21-6 / 21-12
- Atli Jóhannesson /  Kári Gunnarsson –  Eidur Isak Broddason /  Daniel Johannesson: 21-12 / 21-11
- Martin Campbell /  Patrick MacHugh –  Kristjan Adalsteinsson /  Haukur Stefansson: 21-10 / 21-3
- Joshua Eipe /  Aske Høgsted Lauritsen –  Tomas Bjorn Gudmundsson /  Heioar Sigurjonsson: 21-11 / 21-14
- Rasmus Holmboe Dahl /  Gert Hansen –  Jonas Baldursson /  Kjartan Palsson: 21-19 / 21-5
- Michael Campbell /  Angus Gilmour –  Bjarki Stefansson /  Daniel Thomsen: 21-9 / 21-16
- Joe Morgan /  Nic Strange –  Birkir Steinn Erlingsson /  Robert Thor Henn: 21-11 / 21-14
- Magnús Ingi Helgason /  Helgi Jóhannesson –  Peter Correll /  Jonas Plambech Rasmussen: 21-9 / 21-15
- Martin Campbell /  Patrick MacHugh –  Atli Jóhannesson /  Kári Gunnarsson: 21-11 / 21-12
- Joshua Eipe /  Aske Høgsted Lauritsen –  Rasmus Holmboe Dahl /  Gert Hansen: 16-21 / 21-19 / 21-19
- Joe Morgan /  Nic Strange –  Michael Campbell /  Angus Gilmour: 12-21 / 21-17 / 21-14
- Martin Campbell /  Patrick MacHugh –  Magnús Ingi Helgason /  Helgi Jóhannesson: 21-18 / 20-22 / 21-15
- Joe Morgan /  Nic Strange –  Joshua Eipe /  Aske Høgsted Lauritsen: 21-11 / 21-17
- Joe Morgan /  Nic Strange –  Martin Campbell /  Patrick MacHugh: 21-17 / 21-16

### Damendoppel
- Sinead Chambers /  Emma Cook –  Elin Thora Eliasdottir /  Rakel Jóhannesdóttir: 21-17 / 21-17
- Kim Hyo-min /  Lee Se-yeon –  Karitas Ósk Ólafsdóttir /  Snjólaug Jóhannsdóttir: 21-10 / 21-8
- Sara Högnadóttir /  Margrét Jóhannsdóttir –  Iben Bergstein /  Maria Thorberg: w.o.
- Lee So-hee /  Shin Seung-chan –  Johanna Johannsdottir /  Thorbjorg Kristinsdottir: 21-9 / 21-9
- Sinead Chambers /  Emma Cook –  María Arnadottir /  Sigríður Árnadóttir: 21-15 / 21-7
- Ko A-ra /  Yoo Chae Ran –  Sara Högnadóttir /  Margrét Jóhannsdóttir: 21-6 / 21-4
- Kim Hyo-min /  Lee Se-yeon –  Irina Khlebko /  Ksenia Polikarpova: 21-17 / 19-21 / 22-20
- Lee So-hee /  Shin Seung-chan –  Sinead Chambers /  Emma Cook: 21-5 / 21-8
- Ko A-ra /  Yoo Chae Ran –  Kim Hyo-min /  Lee Se-yeon: 21-12 / 21-16
- Lee So-hee /  Shin Seung-chan –  Ko A-ra /  Yoo Chae Ran: 21-18 / 21-16

### Mixed
- Bjarki Stefansson /  Rakel Jóhannesdóttir –  Daniel Johannesson /  Sigríður Árnadóttir: 21-11 / 21-16
- Chou Tien-chen /  Chiang Ying-li –  Ragnar Hardarson /  María Arnadottir: 21-6 / 21-7
- Aske Høgsted Lauritsen /  Louise Seiersen –  Jonas Baldursson /  Sara Högnadóttir: 21-8 / 21-12
- Helgi Jóhannesson /  Elin Thora Eliasdottir –  Daniel Thomsen /  Margrét Jóhannsdóttir: 17-21 / 21-19 / 21-16
- Birkir Steinn Erlingsson /  Thorbjorg Kristinsdottir –  Ivar Oddsson /  Sunna Osp Runolfsdottir: 21-17 / 21-19
- Robert Thor Henn /  Karitas Ósk Ólafsdóttir –  Nic Strange /  Aimee Moran: w.o.
- Egill Gudlaugsson /  Johanna Johannsdottir –  Joshua Eipe /  Maria Thorberg: w.o.
- Atli Jóhannesson /  Snjólaug Jóhannsdóttir –  Bjarki Stefansson /  Rakel Jóhannesdóttir: 21-11 / 21-17
- Chou Tien-chen /  Chiang Ying-li –  Aske Høgsted Lauritsen /  Louise Seiersen: 21-14 / 14-21 / 21-14
- Egill Gudlaugsson /  Johanna Johannsdottir –  Robert Thor Henn /  Karitas Ósk Ólafsdóttir: 22-20 / 16-21 / 21-18
- Helgi Jóhannesson /  Elin Thora Eliasdottir –  Birkir Steinn Erlingsson /  Thorbjorg Kristinsdottir: 21-6 / 21-8
- Chou Tien-chen /  Chiang Ying-li –  Atli Jóhannesson /  Snjólaug Jóhannsdóttir: 21-18 / 21-17
- Helgi Jóhannesson /  Elin Thora Eliasdottir –  Egill Gudlaugsson /  Johanna Johannsdottir: 21-16 / 18-21 / 21-18
- Chou Tien-chen /  Chiang Ying-li –  Helgi Jóhannesson /  Elin Thora Eliasdottir: 21-16 / 21-9